# Kardamýli
Kardamýli (Kardamyli) är en kommunhuvudort i Grekland.   Den ligger i prefekturen Messenien och regionen Peloponnesos, i den södra delen av landet, 180 km sydväst om huvudstaden Aten. Kardamýli ligger 15 meter över havet och antalet invånare är 300.
Terrängen runt Kardamýli är varierad. Havet är nära Kardamýli åt sydväst. Runt Kardamýli är det glesbefolkat, med 17 invånare per kvadratkilometer. Närmaste större samhälle är Kalamata, 19,9 km nordväst om Kardamýli. 